# Trait de la Forêt-Noire
«  Black Forest Chestnut » redirige ici. Pour les autres significations, voir Black Forest et Chestnut.
Vous lisez un « bon article » labellisé en 2018.
Le trait de la Forêt-Noire (allemand : Schwarzwälder Kaltblut) est une race de chevaux de trait, propre à la Forêt-Noire en Allemagne. Sélectionné depuis le début du XVIIIe siècle, ce cheval provient d'ancêtres suisses et alsaciens. Son stud-book est créé en 1896, de même que l'association gérant sa sélection. Ces chevaux sont, à l'origine, utilisés par les fermiers de la Forêt-Noire pour divers travaux agricoles et de débardage, mais la motorisation de ces pratiques réduit drastiquement leur population, qui tombe à environ 500 chevaux dans les années 1980.
Traditionnellement rattaché à la famille du Noriker, le trait de la Forêt-Noire présente un modèle relativement léger, et porte presque toujours une robe alezane foncée, avec des crins lavés, permettant de l'identifier facilement. Génétiquement proche du trait allemand du Sud, il est menacé de consanguinité en raison de sa faible population. Malgré sa popularité, la race est en effet rare, avec environ un millier d'individus recensés en Allemagne en 2016, pour l'essentiel dans la région de la Forêt-Noire, située dans le Bade-Wurtemberg.

## Dénomination

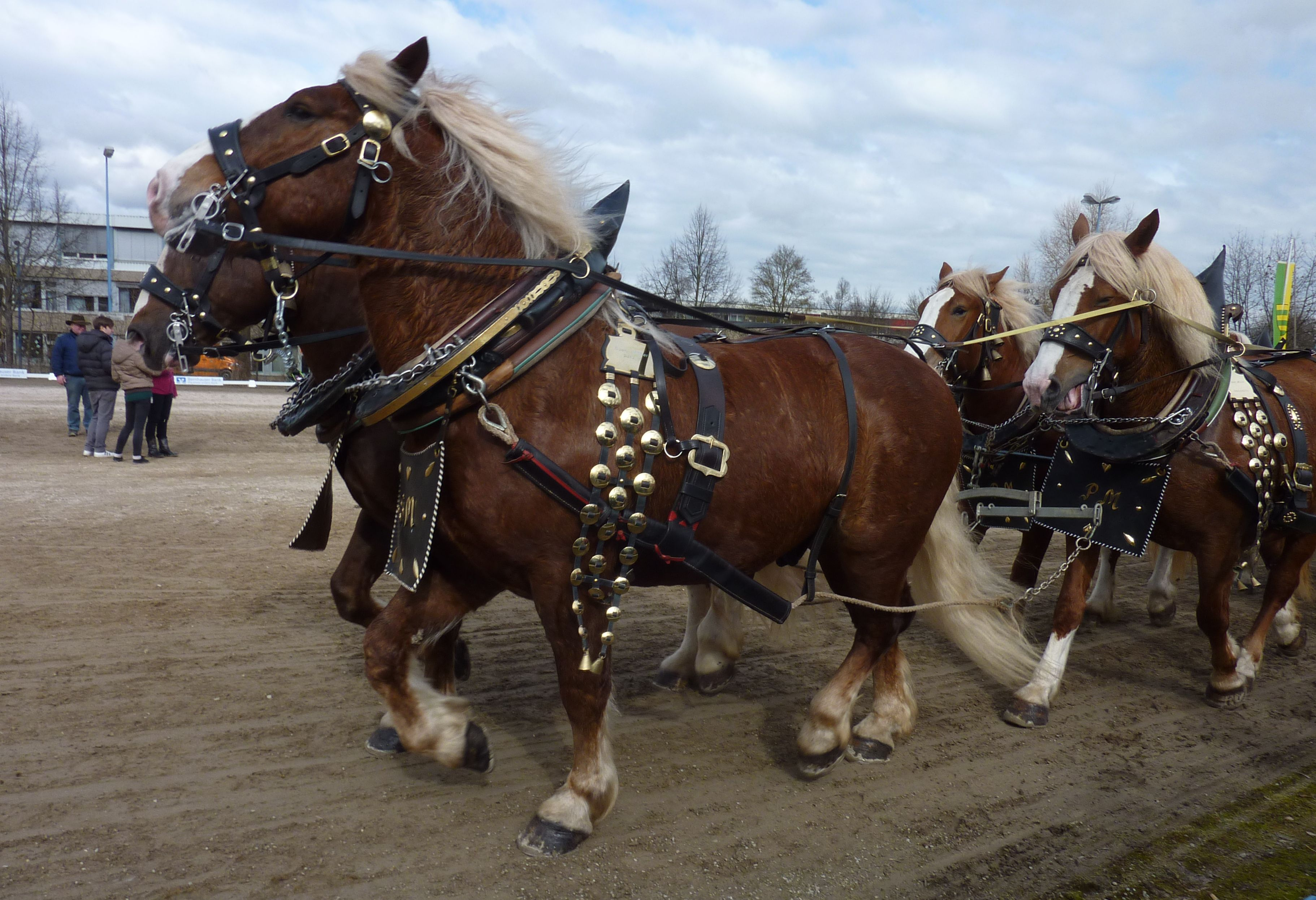
Attelage traditionnel de brasserie, avec quatre traits de la Forêt-Noire.

La race est également connue sous les noms allemands de Schwarzwälder Kaltblut, Schwarzwälder Fuchs et St. Märgener Fuchs. En raison de sa robe, presque toujours alezane foncée aux crins lavés, ce cheval est surnommé Schwarzwälder Fuchs, soit « renard de la Forêt-Noire ». Grâce à son apparence perçue comme élégante et à son caractère réputé agréable, les agriculteurs locaux le surnomment aussi « la perle de la Forêt-Noire ». Le nom anglais est Black Forest Chestnut.

## Histoire
Les origines sont assurément anciennes, certains ouvrages de vulgarisation les faisant remonter à 600 ans dans le passé,. Cependant, la sélection de la race n'est vieille que de 200 ans. Ces chevaux proviennent d'ancêtres alsaciens, et de Franches-Montagne suisse, importés dans les hauts-plateaux de la Forêt-Noire. Ils ont cependant été croisés successivement avec le Noriker et le Breton. Le haras national de Marbach joue un rôle décisif dans la sélection de ces chevaux.
Dans cette région de hauts plateaux, pauvre sur le plan des herbages, les fermiers locaux recherchent un cheval de travail agricole efficace et plutôt rustique. Sous contrôle d'État, les étalons et les poulinières doivent passer des évaluations pour être autorisés à se reproduire ; la race devient alors renommée pour sa fertilité, sa longévité et sa polyvalence.
Le trait de la Forêt-Noire dispose d'un stud-book depuis la fin du XIXe siècle, créé en 1896, en même temps qu'une association chargée de sélectionner la race. Cette même année, l'association n'autorise plus que des croisements avec le trait belge, dans l'objectif d'alourdir, d'agrandir le modèle et de renforcer la puissance de traction. Cependant, cette préconisation n'est pas suivie par les éleveurs, qui cherchent à conserver leurs chevaux dans le modèle habituel,. De ce fait, un certain nombre de chevaux nés dans les années 1900 ne disposent pas d'une identification généalogique correcte, de nombreux fermiers de la Forêt-Noire ayant fait saillir leur jument par un étalon local, et prétendant ensuite avoir « oublié » d'identifier le poulain.
Comme pour de nombreuses autres races de chevaux de trait, la motorisation de l'agriculture réduit drastiquement son usage, si bien que, dans les années 1980, les effectifs ne sont plus que d'environ 200 chevaux reproducteurs, dont 16 étalons au haras national de Marbach. En 1981, seules 160 juments poulinières sont recensées. En 1994, la situation de la race reste préoccupante, seuls 473 chevaux étant comptabilisés. Le trait de la Forêt-Noire reste néanmoins très prisé en tant que cheval d'attelage élégant, pouvant aussi être monté, ce qui construit sa renommée. En 2001, des individus de la race sont pour la première fois exportés aux États-Unis.

## Description

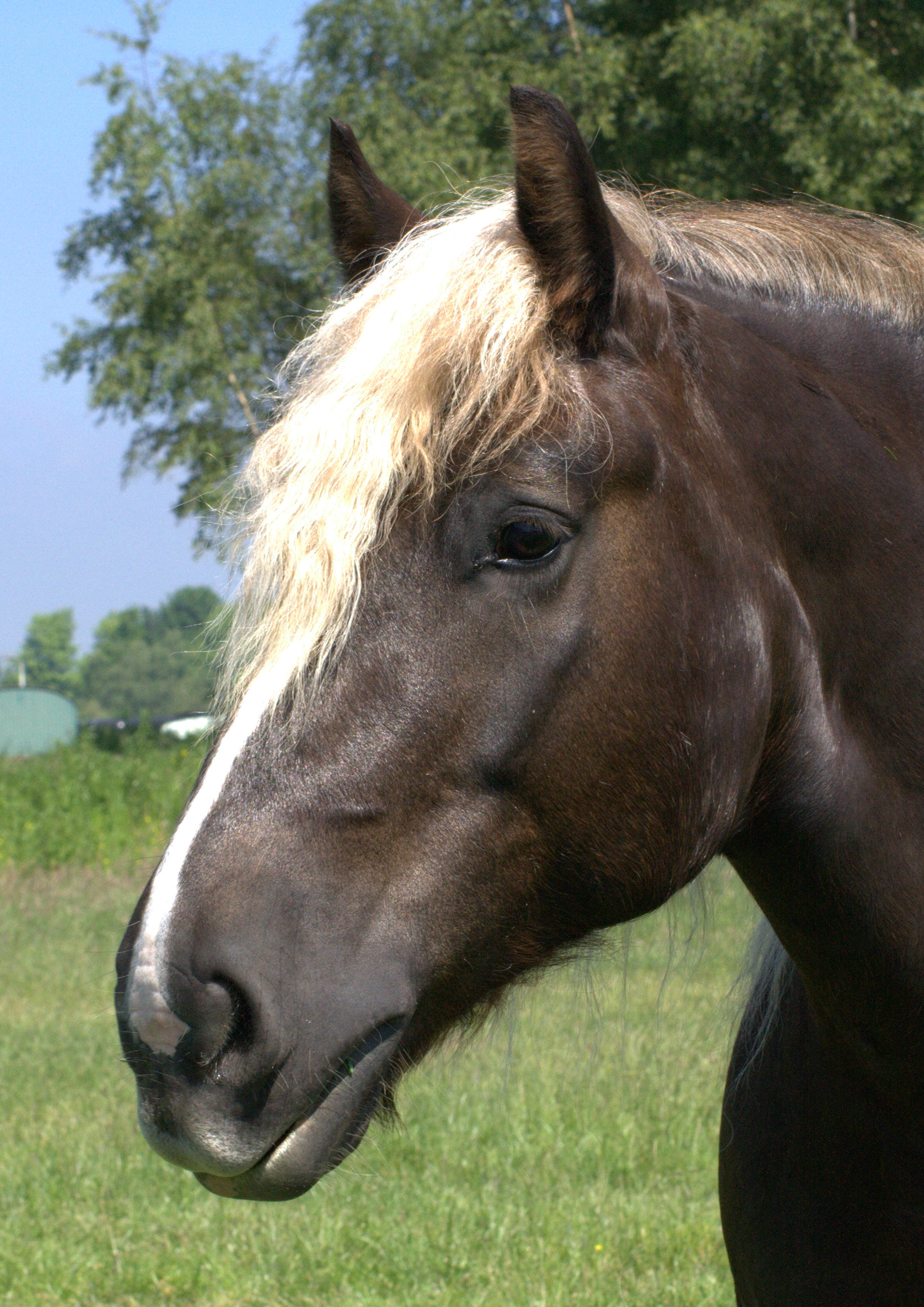
Tête d'un trait de la Forêt-Noire.

Le trait de la Forêt-Noire est, par tradition, rattaché au groupe du Noriker,,, bien que les analyses génétiques aient montré une certaine divergence entre ces deux races. Génétiquement, il est plus proche du trait allemand du Sud que du Noriker, restant malgré tout distinct de cette dernière race. Une analyse génétique comparée portant sur d'autres races allemandes et croates a montré qu'il est aussi génétiquement plus proche du trait de Croatie et du Posavina que du trait allemand du Sud. Il semble que les croisements pratiqués avec des chevaux de trait français et belges, ainsi que des traits de Rhénanie, au début du XXe siècle, pour alourdir le modèle, aient éloigné le trait de la Forêt-Noire du Noriker. Il n'existe pas d'étude de comparaison avec le Haflinger et le Franches-Montagnes.
Il est considéré comme un cheval de trait particulièrement élégant,.

### Taille et poids

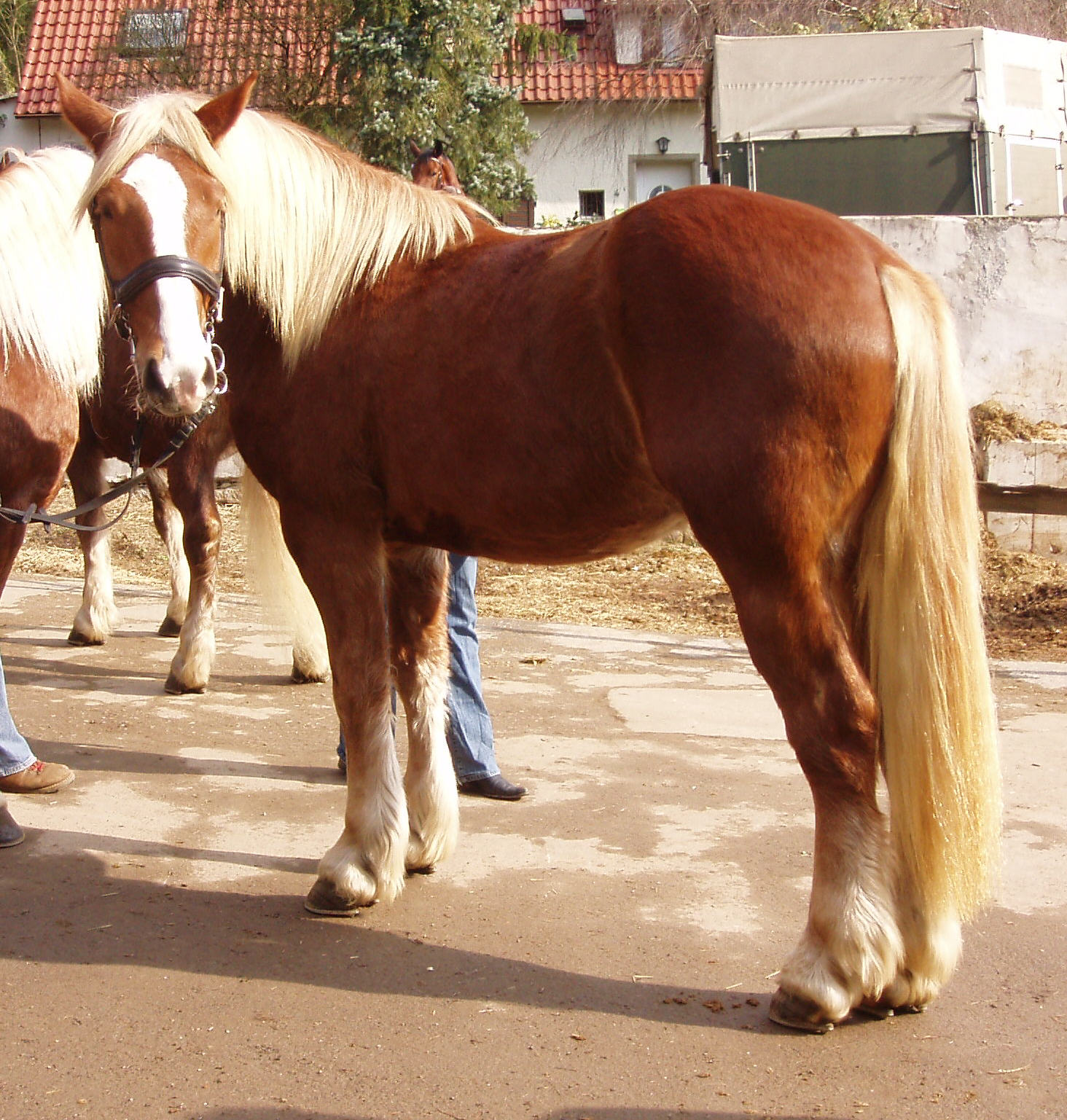
Trait de la Forêt-Noire alezan aux crins lavés, plutôt clair.

La taille est assez modeste pour un cheval de trait. La base de données DAD-IS indique une moyenne de 1,53 m au garrot chez les juments pour un poids d'environ 610 kg, et une taille moyenne de 1,60 m chez les mâles. Le guide Delachaux (2016) indique une fourchette moyenne de 1,48 m à 1,56 m chez les juments, et un maximum de 1,60 m pour les mâles. CAB International fournit pour sa part une moyenne générale de 1,52 m à 1,56 m. L'ouvrage de vulgarisation de l'hippologue anglais Elwyn Hartley Edwards (2016) indique une fourchette de 1,45 m à 1,63 m.

### Morphologie
Le trait de la Forêt-Noire est, dans son type et sa taille, plutôt intermédiaire entre le Noriker et le Haflinger,,.
La tête, considérée comme élégante et raffinée, est de taille moyenne, étroite, de profil rectiligne ou légèrement busqué ; le front est large, les yeux sont grands et le chanfrein, petit. La tête s'affine vers les naseaux, et est surmontée d'oreilles courtes. L'encolure est arquée. L'épaule est courte et développée, puissante et musclée, avec une attache de gorge nette. Le garrot est peu sorti, noyé dans les masses musculaires voisines. L'épaule, droite ou inclinée, est puissante et musclée. La poitrine est large et profonde. Le dos est court. Le corps est rond et profond. La croupe, légèrement inclinée, porte une queue attachée bas,.
Bien que moins lourd que les autres chevaux de gros trait, le trait de la Forêt-Noire a des membres forts, avec de solides articulations, et des pieds durs. En revanche, il n'a que peu de fanons,.

### Robe

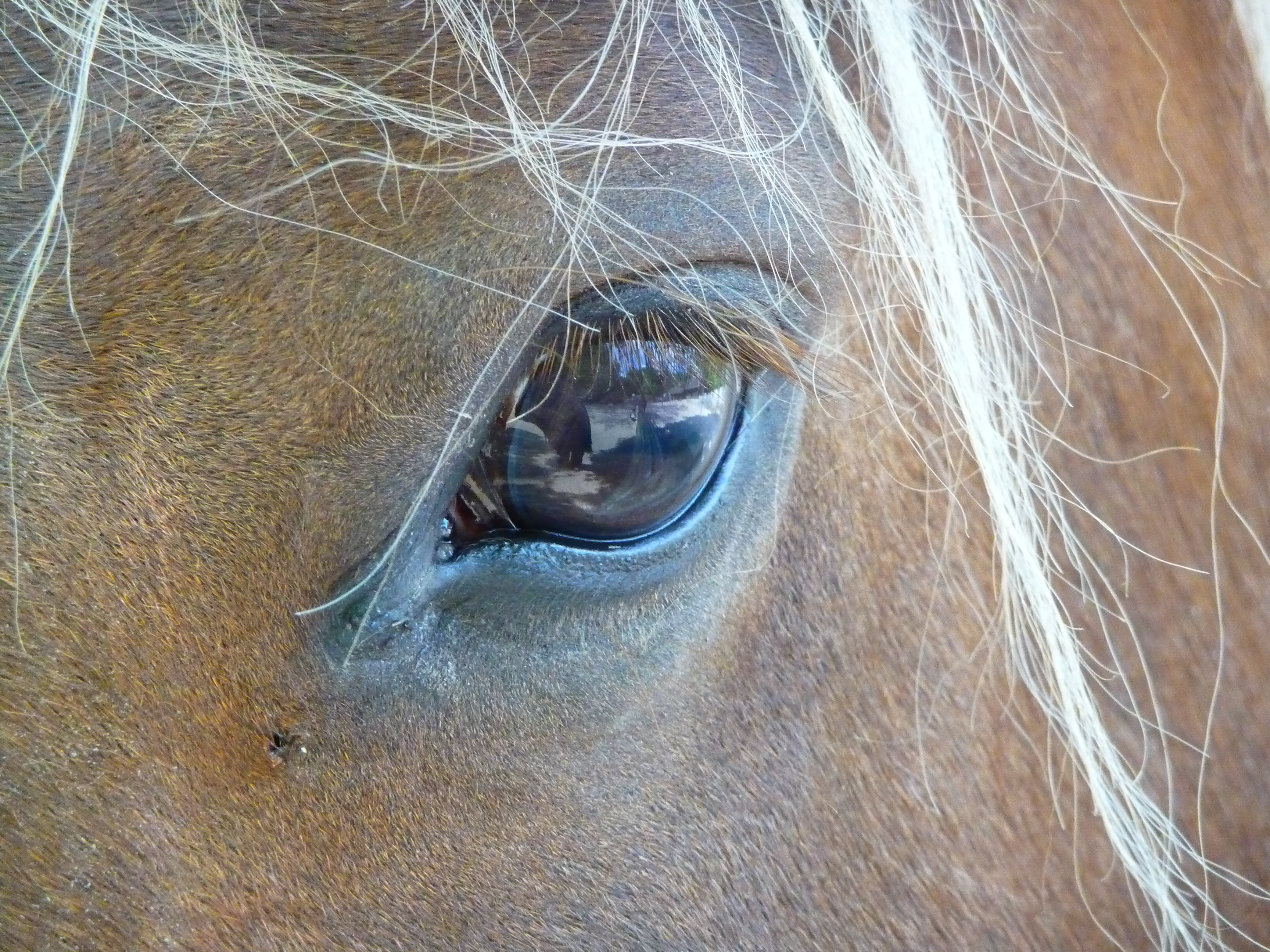
Détail sur l’œil et le toupet de la crinière

La robe est presque toujours alezane (sous toutes les nuances, la plus fréquente et typique étant l'alezan brûlé) avec des crins lavés, ce qui rend ces chevaux très reconnaissables,. La nuance de l'alezan peut aller du roux soutenu à un pelage proche du noir. La couleur la plus populaire est un alezan brûlé avec des pommelures.
La présence de marques blanches étendues est courante, en particulier sur la tête, qui porte typiquement une liste blanche.
Le trait de la Forêt-Noire peut être porteur d'une mutation rare de l'alezan, notée {\displaystyle Ea}, phénotypiquement indiscernable de l'alezan classique, noté {\displaystyle Ee}. Cette mutation n'est attestée que chez un très faible nombre de races de chevaux dans le monde. De façon beaucoup plus rare, le gène Silver, connu pour agir sur une robe de base baie ou noire, peut être présent : 0,8 % des individus testés sur un échantillon de 250 chevaux de la race portaient cette mutation. Ces chevaux ont les mêmes ancêtres : une jument noriker, une jument ardennaise et un étalon franches-montagnes. Cependant, du fait de la grande rareté de ce gène chez la race, il est présumé ne pas s'exprimer phénotypiquement chez ces chevaux.
Il existe une famille de traits de la Forêt-Noire connue pour avoir une robe grise. La robe baie, bien que rarissime, est également possible.

### Tempérament, entretien et allures
La race est bien adaptée aux régions montagneuses. Le trait de la Forêt-Noire est souvent victime de dermatites du paturon, 47,5 % des individus analysés chez la race étant concernés. En revanche, la race n'est pas touchée par les anomalies oculaires congénitales multiples d'après l'analyse de 50 individus, au contraire de chevaux tels que les Rocky Mountain Horse.
Le trait de la Forêt-Noire a fait l'objet d'une étude visant à déterminer la présence de la mutation du gène DMRT3 à l'origine des allures supplémentaire : l'étude de 15 individus a permis de confirmer l'absence de cette mutation chez tous les chevaux testés, ainsi que l'absence de chevaux présentant des allures supplémentaires parmi les membres de la race. 

### Sélection et génétique
Il existe deux organismes de sélection pour ces chevaux, la Deutsche Reiterliche Vereinigung e.V. et la Pferdezuchtverband Baden-Württemberg e. V., toutes deux situées en Allemagne. Le Franches-Montagnes entre pour 0,86 % dans le bagage génétique des traits de la Forêt-Noire actuels, et avec cette dernière race, ce sont le trait allemand du Sud et le Noriker autrichien qui ont le plus contribué à cette  population de chevaux. Entre 70 et 90 % des traits de la Forêt-Noire sont de pure race (issus d'ancêtres appartenant eux-mêmes à la race). La diversité d'allèles est assez mauvaise (2006). L'analyse de la consanguinité menée en 2003 montre un taux de 6,5 %.

## Utilisations
La race est élevée à l'origine pour le travail agricole de ferme et le débardage forestier, elle sert toujours à ces fins de nos jours. En raison de sa taille relativement modeste, le trait de la Forêt-Noire est apprécié comme cheval de loisir familial, il est souvent monté, son apparence et ses allures étant considérés comme agréables. Il est également employé à la traction, en particulier pour l'attelage de loisir ou de compétition.

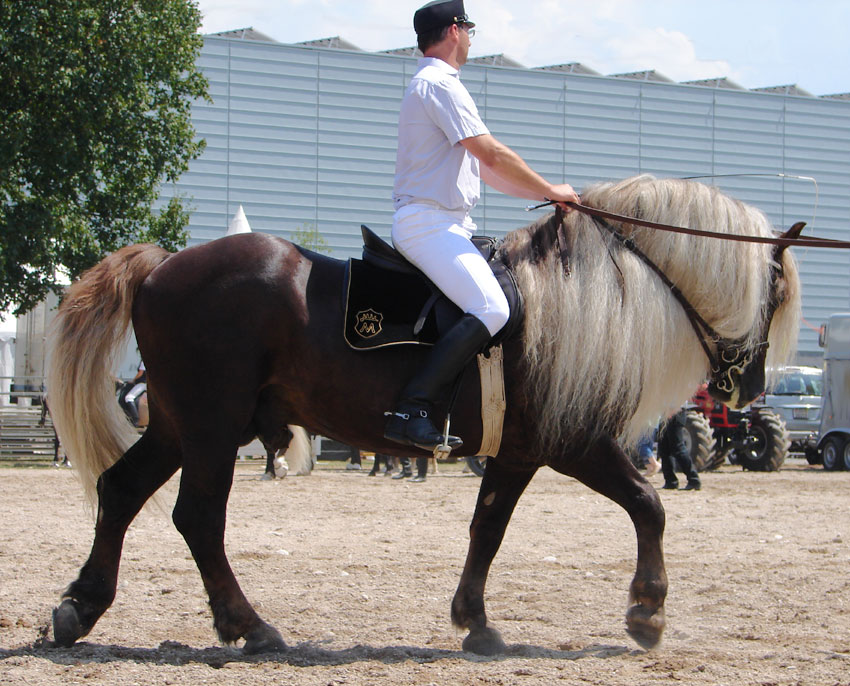
Trait de la Forêt-Noire monté.
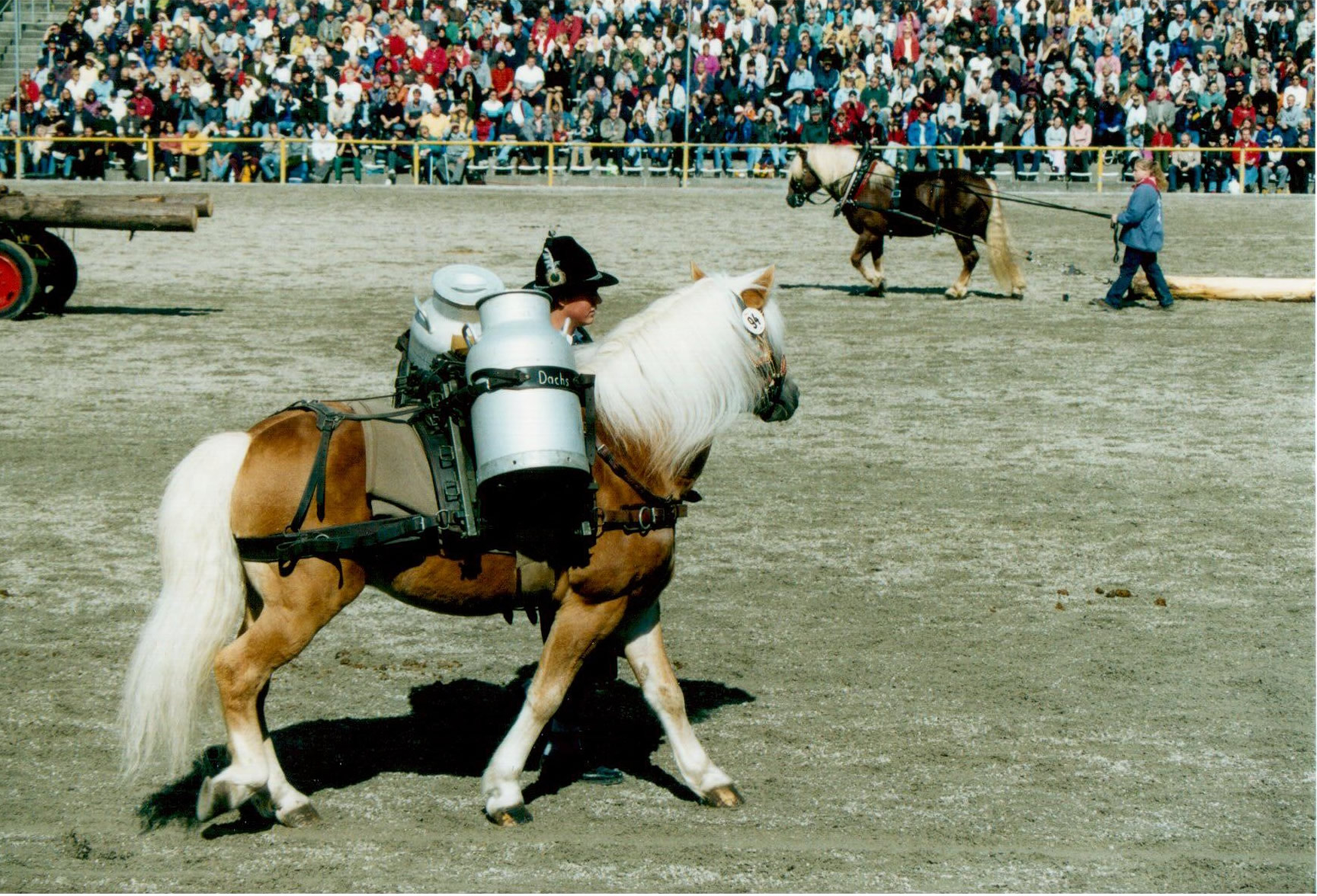
Trait de la Forêt-Noire bâté.
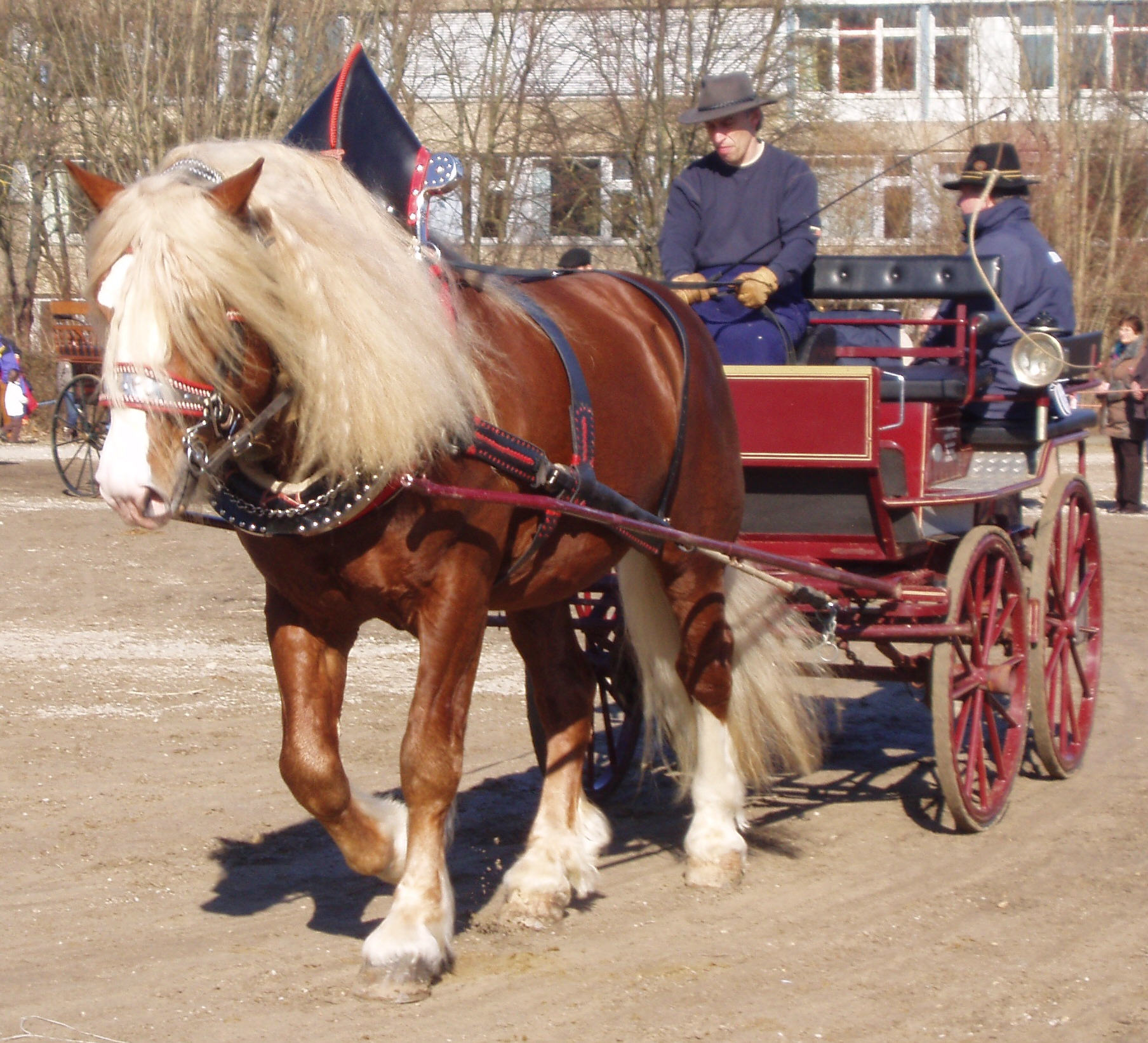
Trait de la Forêt-Noire attelé.
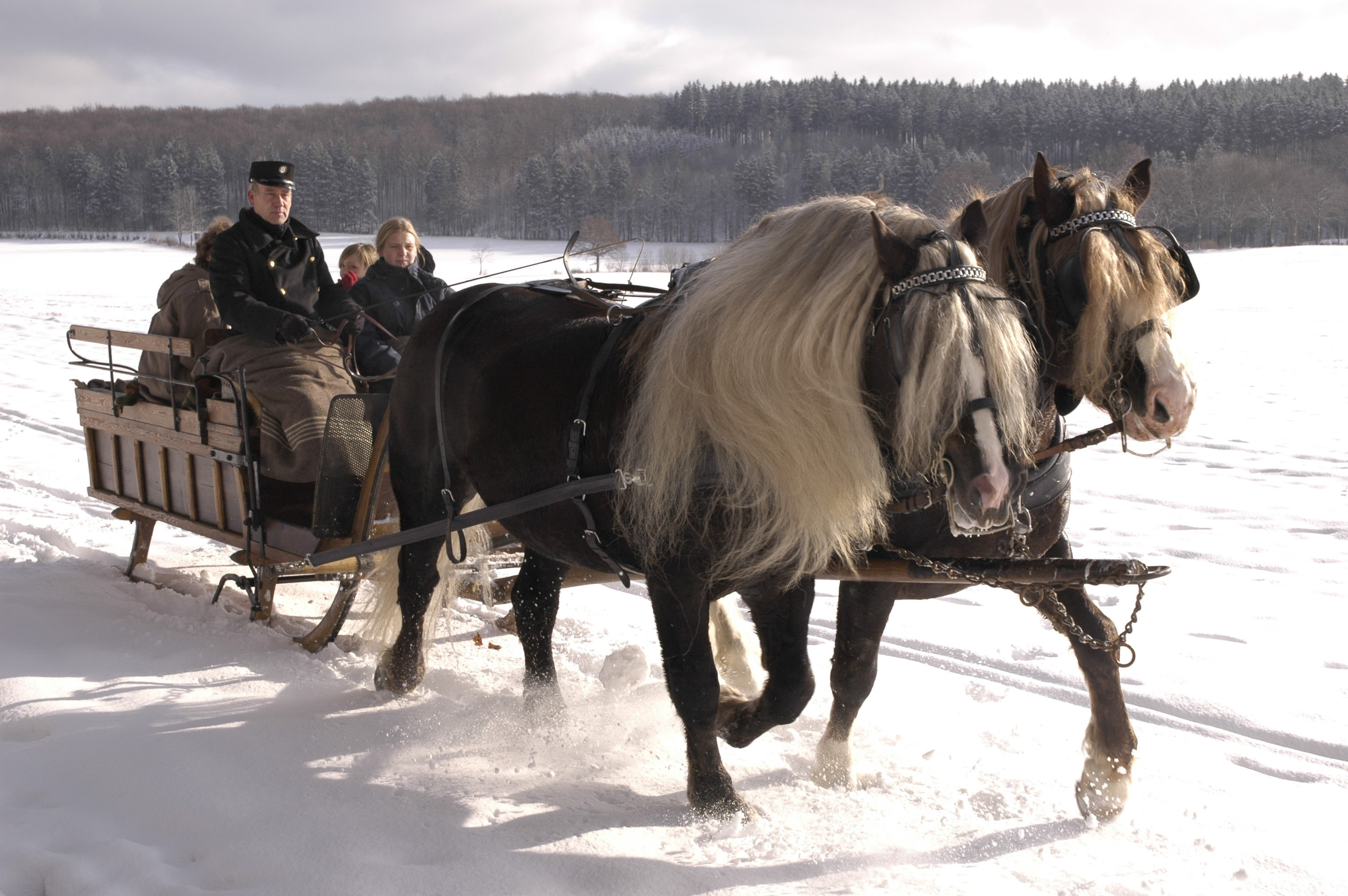
Trait de la Forêt-Noire attelé en traîneau.

## Diffusion de l'élevage

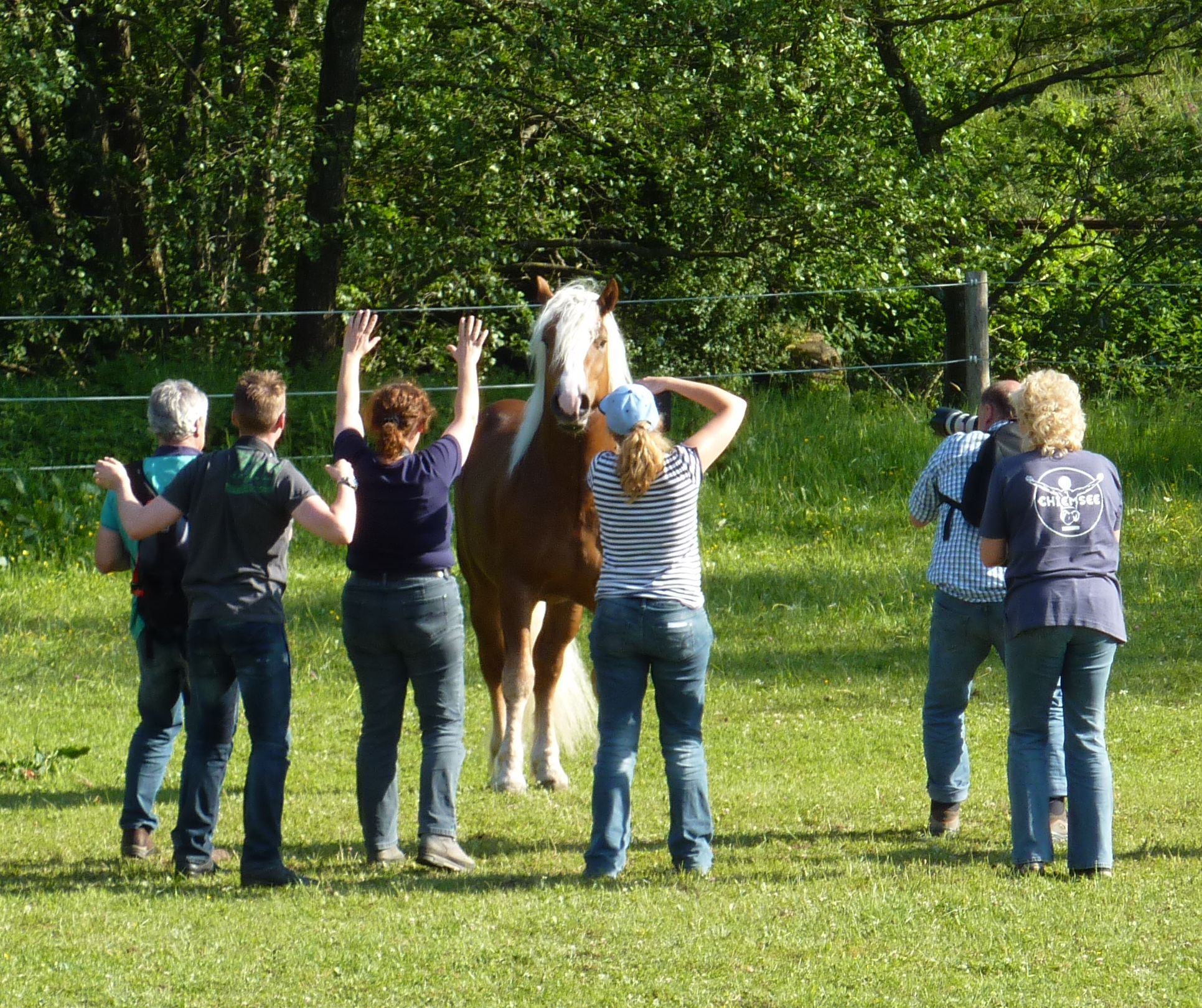
Trait de la Forêt-Noire choisi comme modèle photographique dans le cadre d'un stage.

C'est une race native de l'Allemagne, indigène à la région de la Forêt-Noire, située dans le Sud-Ouest du Bade-Wurtemberg,. La plupart des individus recensés proviennent toujours de cette région. En dépit de sa popularité culturelle, la race est rare,,. Par ailleurs, l'ouvrage Equine Science (4e édition de 2012) le classe parmi les races de chevaux de trait peu connues au niveau international. Le haras national de Marbach gère à lui seul les données d'environ 45 étalons et 700 juments appartenant à la race, et met 16 étalons reproducteurs à la disposition des éleveurs locaux, en 2016. En 2011, d'après un ouvrage de vulgarisation, il n'existe qu'un millier d'individus dans le monde.
La race est aussi indiquée comme rare sur DAD-IS. En 2016, les effectifs recensés pour l'Allemagne sont de 1 079 chevaux.
L'étude menée par l'université d'Uppsala, publiée en août 2010 pour la FAO, le signale comme une race locale européenne en danger d'extinction. Le Trait de la Forêt-Noire est par ailleurs éligible aux aides financières accordées en Allemagne pour la préservation des races menacées (2015).

#### Articles
- [Aberle, Wrede et Distl 2003] (en) K. Aberle, J. Wrede et O. Distl, « Analysis of the population structure of the Black Forest Draught Horse », Berliner und Munchener tierarztliche Wochenschrift, vol. 116, nos 7-8,‎ 2003 (ISSN 0005-9366, lire en ligne, consulté le 22 mai 2018)
- [Aberle et al. 2004] (en) K. S. Aberle, H. Hamann, C. Drögemüller et O. Distl, « Genetic diversity in German draught horse breeds compared with a group of primitive, riding and wild horses by means of microsatellite DNA markers », Animal Genetics, vol. 35, no 4,‎ août 2004, p. 270–277 (ISSN 0268-9146 et 1365-2052, DOI 10.1111/j.1365-2052.2004.01166.x, lire en ligne, consulté le 18 mai 2018).
- [Biedermann et Schroter 2001] (de) G. Biedermann et S. Schroter, « Analyse der population des schwarzwälder kaltbluts », Aufs. Einer. Fachz, vol. 1, no 1,‎ 1er janvier 2001, p. 1-8 (lire en ligne, consulté le 18 mai 2018)